# Šumski pupavci
Šumski pupavci (lat. Phoeniculidae) su porodica ptica iz reda modrivrana. Sastoji se od osam vrsta svrstanih u dva roda. Ta dva roda, Phoeniculus i Rhinopomastus, su se odvojila prije 10 milijuna godina i po nekim taksonomima bi se trebali svrstati u zasebne potporodice ili čak porodice.

## Opis
Ove ptice su duge 23-46 cm, ovisno o vrsti. Perje je crno s jakim zelenim ili ljubičastim odsjajem. Na krilima i graduiranom repu nalaze se upadljive bijele šare. Kod nekih vrsta je glava svijetle mrkožute ili narančastosmeđe boje. Kljun i noge su svijetlocrveni ili crni, a kljun je pomalo ili veoma zakrivljen. 
Hrane se uglavnom termitima, gusjenicama, noćnim leptirima i jajašcima kukaca ili pauka, dakle mekšom hranom. Ponekada jedu stonoge i malene guštere.
Oglašavaju se zvucima poput svirke frule, ali u jatu kokodaću jedni na druge i tako održavaju poziciju i sklad u grupi.

## Razmnožavanje
Gnijezde se u dupljama drveća, koje ne oblažu nikakvim materijalima. Ženka nese dva do četiri plava, siva ili maslinasta jaja s tamnim pjegama kod jedne vrste. Inkubacija traje oko 17 dana. Mladi ostaju u gnijezdu oko 30 dana, a roditelji ih hrane gusjenicama. Prošlogodišnji mladunci pomažu roditeljima oko novih mladunaca, a sljedeće godine se i sami gnijezde, uz pomoć mladunaca o kojima su se brinuli s roditeljima.

## Rasprostranjenost
Nastanjuju podsaharsku Afriku, šume i šumovite savane. Ne nastanjuju Madagaskar. Nijedna vrsta nije u opasnosti.

## Vrste
Postoji osam vrsta.
Porodica: Phoeniculidae
| Slika | Rod                         | Žive vrste |
| ----- | --------------------------- | --- |
|       | Phoeniculus Jarocki, 1821   | - zeleni pupavac, Phoeniculus purpureus - ljubičasti pupavac, Phoeniculus damarensis - etiopski pupavac, Phoeniculus somaliensis - bjeloglavi pupavac, Phoeniculus bollei - ljubičastorepi pupavac, Phoeniculus castaneiceps |
|       | Rhinopomastus Jardine, 1828 | - crni pupavac, Rhinopomastus aterrimus - tankokljuni pupavac, Rhinopomastus cyanomelas - mali pupavac, Rhinopomastus minor                                                                                                  |

## Vanjske poveznice
|  | Zajednički poslužitelj ima stranicu o temi Phoeniculidae    |
|  | Zajednički poslužitelj ima još gradiva o temi Phoeniculidae |
|  | Wikivrste imaju podatke o taksonu Phoeniculidae             |